# Día ANZAC
El Día ANZAC es una fecha  nacional de Australia y Nueva Zelanda, el día 25 de abril de cada año en la que se conmemora el honor de los soldados de las Fuerzas Armadas australianas y neozelandesas (ANZAC) que lucharon en la batalla de Galípoli de 1915 contra el Imperio otomano durante la Primera Guerra Mundial, y que actualmente se hace extensiva a todos los australianos y neozelandeses "que sirvieron y murieron en todas las guerras, conflictos y misiones de paz" y en memoria de "la contribución y el sufrimiento de cuantos han servido".
El Día ANZAC también es no laborable en las Islas Cook, Niue, las Islas Pitcairn y en Tonga, y anteriormente fue fiesta nacional en Papúa Nueva Guinea y en Samoa.

## Origen
El Día de ANZAC se estableció para conmemorar la fecha en la cual, en 1915, durante la Primera Guerra Mundial, fuerzas conjuntas del Reino Unido de Gran Bretaña e Irlanda y del ANZAC desembarcaron en Gallipoli, en la costa del Imperio Otomano. Debido a un error de navegación, los ANZAC desembarcaron a unas nueve millas al norte del punto que anteriormente habían previsto. Cuando desembarcaron se encontraron en medio de los turcos situados en buenos puntos de defensa, y los ANZAC vieron que el avance era imposible. Después de ocho meses de confrontaciones, los aliados se retiraron, dejando 10 000 muertos entre las fuerzas ANZAC y más de 33 000 entre los británicos.
Los principales desfiles militares del Día ANZAC se realizan en Canberra, capital de Australia, y en Auckland, la ciudad más grande de Nueva Zelanda.
Actualmente, además de las ceremonias realizadas en los dos países, millares australianos y neozelandeses viajan hasta la playa en la península de Galipoli, en Turquía, con el objetivo de presentar sus homenajes a los que defendieron sus países. 
La tradición comenzó en 1990, cuando para conmemorar el septuagésimo-quinto aniversario del desembarco de las tropas, un grupo formado por oficiales del gobierno, militares, y los últimos veteranos aún vivos, fueron desde ambos países, realizando una ceremonia al amanecer (como manda la tradición) en Galipoli. 
El último veterano de la Batalla de Galípoli fue un australiano, el soldado Alec Campbell de Tasmania, quien murió en mayo de 2002. Además, se hace un canto para que los soldados puedan descansar en paz.